# Solenopsis laevithorax
Solenopsis laevithorax es una especie de hormiga del género Solenopsis, subfamilia Myrmicinae.